# Lastfahrzeug
Als Lastfahrzeug bezeichnet man im österreichischen Kraftfahrrecht alle Fahrzeuge, die vorwiegend für die Beförderung von Gütern ausgelegt und gebraucht werden.

## Zum Begriff
Lastfahrzeug ist „ein zur Beförderung von Gütern bestimmtes Kraftfahrzeug, Fuhrwerk oder ein ausschließlich zur Beförderung von Gütern bestimmtes Fahrrad.“ (§ 2 Begriffsbestimmungen Abs. 1 Z 23 StVO i. d. F. 2019).
Im Allgemeinen ist ein Lastfahrzeug also ein Lastkraftfahrzeug (Lkw), Kraftwagenzug (Lkw mit Anhänger) oder Sattelkraftfahrzeug.
Vom Verwaltungsgerichtshofs wurde in ständiger Rechtsprechung festgestellt, dass dabei nicht zum Ausdruck kommt, dass diese rechtliche Qualifikation für Kraftfahrzeuge oder Fuhrwerke eine ausschließliche derartige Bestimmung voraussetzt, vielmehr ist von einem vorwiegenden Gebrauch auszugehen. Aus diesem Grund können beispielsweise auch Kombinationskraftwagen als Lastfahrzeug im Sinne der Straßenverkehrsordnung gelten, wenn sie als solche in Verwendung sind. Dies kann aber nicht für Pkws allgemein gelten.
Zu den Fuhrwerken zählen auch alle Fahrzeuge mit einer Bauartgeschwindigkeit von 10 km/h.
Beim Begriff Fahrrad ist zu beachten, dass laut Kraftfahrgesetz (§ 1 Abs. 2a KFG 1967) und StVO (§ 2 Abs. 1 Z. 22) insbesondere auch Elektrofahrräder und andere elektrisch angetriebene Fahrzeuge bis 600 Watt höchstzulässiger Leistung und 25 km/h Bauartgeschwindigkeit zählen, auch mehrrädrige, während alle stärkeren Hilfsmotoren das Fahrzeug als Kraftrad, und damit als Kraftfahrzeug, qualifizieren.

## Regelungen
Für Lastfahrzeuge „größerer Längsabmessungen“ gilt insbesondere das Gebot, auf Freilandstraßen zu einem vorausfahrenden solchen Fahrzeug einen Abstand von mindestens 50 m einzuhalten (§ 18 Abs 3 StVO). Die Überholverbote gelten laut StVO (Vorschriftszeichen 4c/4d) aber nur für Lastkraftfahrzeug im engeren Sinne (über 3,5 t), desgleichen Nachtfahrverbote.
Weiters gilt Ladetätigkeit (als Ausnahme eines Halteverbots) oft nur für Lastfahrzeuge.